# La Ferté (Maginot-Linie)
La Ferté war die Bezeichnung eines Infanteriewerks der französischen Maginot-Linie (die deutsche Bezeichnung lautete Panzerwerk 505) bei La Ferté-sur-Chiers, in dem sich im Frühjahr 1940 eine der großen Tragödien des Westfeldzuges abspielte.

## Aufbau und Außenverteidigung
Das kleine Werk lag am äußersten nordwestlichen Ende der sogenannten Neuen Befestigungsfront (frz. Nouveaux Fronts) im Festungsabschnitt Montmédy, die man aufgrund der mittlerweile notwendig gewordenen Sparmaßnahmen nach 1934 nur mit deutlich schwächeren Anlagen ausstatten konnte. Das Infanteriewerk bestand aus zwei Kasematten, die lediglich mit einer 4,7-cm Panzerabwehrkanone (PAK), einem schweren Zwillingsmaschinengewehr und einem Panzerdrehturm mit 25-mm-Kanone bewaffnet waren. Auf den Bunkern befanden sich sieben Panzerglocken. Sie dienten der Beobachtung oder aus deren Scharten kamen leichte Maschinengewehre zum Einsatz.
Die beiden Bunker konnten sich nicht optimal gegenseitig decken. Es gab mehrere tote Winkel im Gelände, die wegen der nicht mehr rechtzeitig eingebauten 50-mm-Granatwerfer auch nicht bekämpft werden konnten. Auch fehlte La Ferté eine unterirdische Kaserne mit Kraftwerk und ein Notausgang. Die Mannschaften waren vielmehr in den Untergeschossen der beiden Kampfblöcke untergebracht. Schlussendlich war der Abwasserstollen zur Chiers nicht begehbar und konnte damit auch nicht als Notfallfluchtweg dienen.
Für die Außenverteidigung des Festungswerks standen neben der beweglichen Artillerie der Feldtruppen zwei Infanterie-Bataillone zur Verfügung. Ihre Stellungen befanden sich auf dem Plateau um das Werk herum, in den Dörfern Villy und La Ferté sowie auf den beiden Höhen 226 und 311 im rückwärtigen Raum des Festungswerks.

## Kampfhandlungen im Zweiten Weltkrieg

### Ausgangslage
General Guderian brach am 14. Mai 1940 gleich in zwei Richtungen aus dem Brückenkopf von Sedan aus: mit der 1. und 2. Panzer-Division nach Westen und mit der 10. nach Süden. Dies verleitete den Oberbefehlshaber der französischen 2. Armee General Huntziger, dessen Hauptquartier in La Ferté lag, zu der Fehleinschätzung, dass die Maginot-Linie in Gefahr wäre, von hinten aufgerollt zu werden. Er ließ daher den linken Flügel seiner Armee nach Süden bis Inor an der Maas schwenken. Der Drehpunkt wurde das Infanteriewerk La Ferté. Anstatt einen Gegenangriff durchzuführen, versuchte er den scheinbaren Großangriff abzuriegeln. Der Vorstoß nach Süden war jedoch nur eine Finte. Wenig später, als die anderen Panzer-Divisionen schon weiter Richtung Kanalküste vordrangen, schwenkte auch die 10. Panzer-Division wieder in diese Richtung ein. Um der französischen Armeeführung aber weiterhin einen starken Vorstoß nach Süden vorzutäuschen, wurde die 71. Infanterie-Division mit dem Angriff auf das Infanteriewerk La Ferté beauftragt.

### Kämpfe um das Werk

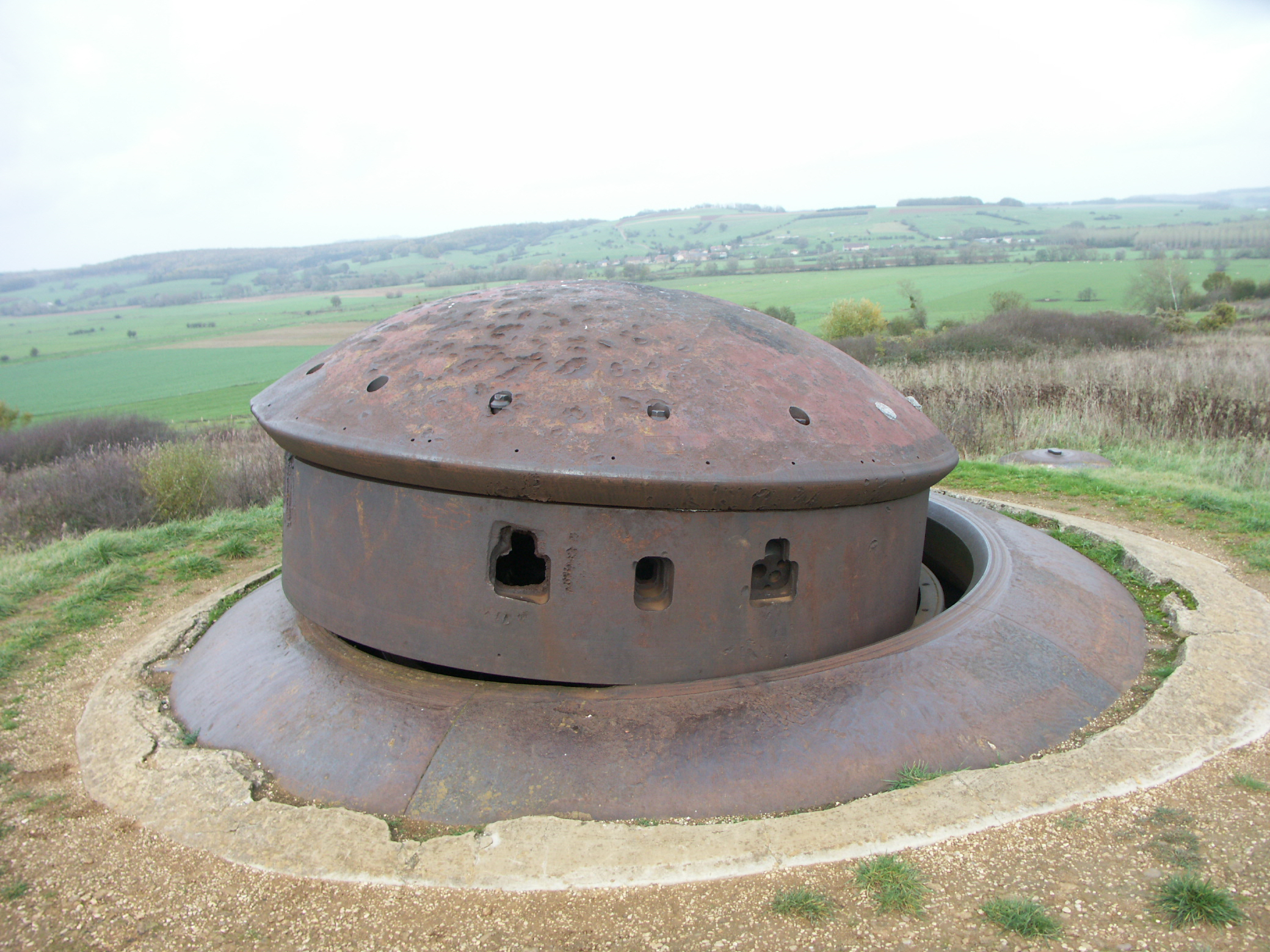
Panzerdrehturm von Block 2, der durch Beschuss und Sprengladungen aus dem Vorpanzer gehoben wurde

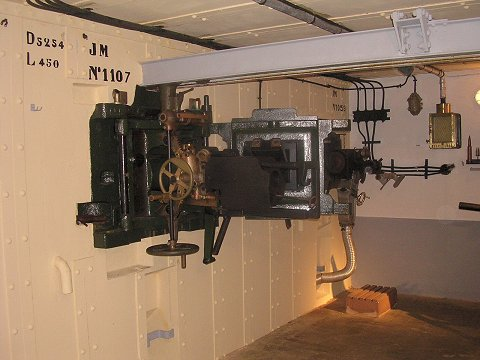
Kampfblock 1 mit der restaurierten 4,7-cm-Pak

Der Angriff begann am 15. Mai 1940. Daran waren Teile des  Pionier-Bataillons 171 sowie Teile der Infanterie-Regimenter 191 und 211 beteiligt. Nach dem Heranführen der Einheiten war für den 18. Mai der Sturmangriff geplant. 22 Artillerieabteilungen (im Kaliber von 10 bis 21 cm) und eine Batterie 8,8-cm-Flak mit insgesamt 259 Geschützen beschossen zuvor das Werk und sein direktes Umfeld. Die Schäden am Beton der Bunker waren gering. Mit dem Einschlag der letzten Granate erfolgte der Sturmangriff. Mit geballten Ladungen, die man an langen Stahlrohren dicht bei den Panzerglocken zur Zündung brachte, wurde Block 2 ausgeschaltet. In die so aufgesprengten Öffnungen wurden weitere Sprengmittel und Nebelkerzen ins Werksinnere geworfen. Einrichtungsgegenstände fingen Feuer und die Besatzung musste in den 35 m tiefer liegenden Verbindungsgang flüchten. Der Werkskommandant Lieutenant Bourguignon forderte dringend Unterstützung an. Der französische Entlastungsangriff mit zwei Infanteriebataillonen und 13 Panzern scheiterte jedoch. In der Nacht war dann ein zweiter deutscher Pionierangriff gegen Block 1 erfolgreich.
Für die Besatzung war die Situation äußerst bedrohlich geworden. Beide Kampfbunker waren verloren. Weitere Sprengladungen detonierten im Werksinneren. Über den Sog in den Treppenhäusern drangen Brandgase nach unten. Die Ent- und Belüftungsanlagen waren zerstört. Es wurden Gasmasken aufgesetzt, die aber das Kohlenmonoxid nicht aus der Atemluft herausfiltern konnten.
Am 19. Mai gegen 4:30 Uhr bat Lieutenant Bourguignon über Telefon den Divisionskommandeur General Falvy, das Werk aufzugeben. Der General bestand jedoch darauf, das Werk so lange zu halten, wie das 4,7-cm-Geschütz im Block 1 noch funktionstüchtig sei. Bourguignons Einwand, dass seine Besatzung wegen der CO-Gase gar nicht mehr zum intakten Geschütz käme, ließ der Befehlshaber nicht gelten. Zu diesem frühen Zeitpunkt des Westfeldzuges galt es für die französische Generalität, den Mythos der undurchdringbaren Maginot-Linie (deren Wahlspruch lautete „on ne passe pas“ – keiner kommt durch) aufrechtzuerhalten. Die Besatzung floh in den tiefer gelegenen Verbindungsgang, um dem Beschuss und dem Feuer zu entkommen. Gegen 6:00 Uhr erfolgte das letzte Telefongespräch von La Ferté an das Nachbarwerk Chesnois. Im Werksinneren starben 107 Mann an Kohlenmonoxidvergiftung. Die 71. Infanterie-Division hatte bei den Kämpfen um La Ferté vom 15. bis 19. Mai insgesamt 90 Tote, 446 Verletzte und 17 Vermisste zu beklagen.
Die Ereignisse um die Einnahme des Werkes gingen als die »tragédie souterraine«, die »unterirdischen Tragödie« von La Ferté in die Geschichte ein.

### Kämpfe um die Höhen 226 und 311
Die auf den Höhen 226 und 311 befindlichen französischen Stellungen waren mit jeweils einer Kompanie Infanterie besetzt. Am 16. und 17. Mai 1940 konnten deutsche Einheiten die Höhen einnehmen und das Werk damit von seinen Feldtruppen abschneiden. Die Eroberung der Höhen verschaffte der Wehrmacht nicht nur die Kontrolle über das Hinterland des Werks, sondern sicherte auch das bis dahin ungedeckte Angriffsgelände davor, das von der Höhe 226 aus offen eingesehen werden konnte. Die französischen Gegenangriffe scheiterten, so ein noch am 18. Mai 1940 abends eingeleiteter Entlastungsangriff unter anderem auf die Höhe 311.

### Propaganda
Der Fall dieser kleinen, schlecht ausgestatteten und eher unbedeutenden Anlage der Maginot-Linie in der deutschen Propaganda:
„Wie die gewaltige Festung Hochwald der Eckpfeiler der Maginot-Linie im Osten war, so sollte das Panzerwerk 505 ihr Grundpfeiler im Westen sein“.
„So hatte denn Oberleutnant Germer mit seinem Zuge im Laufe von zwei Tagen zwei hervorragende Panzerwerke der Maginot-Linie erobert […]“.
„Bei dem berühmten Panzerfort 505, einer der stärksten Anlagen der ganzen Maginot-Linie, versagte infolge des schweren Beschusses die elektrische Lüftung, und die Pulvergase drangen in das Innere des Werkes“.

## Die Festung heute
La Ferté kann besichtigt werden. Dort befindet sich eine Ausstellung und man kann sich durch die Bunker führen lassen. In der Nähe befindet sich eine Gedenkstätte für die Gefallenen.